# Coperta antincendio

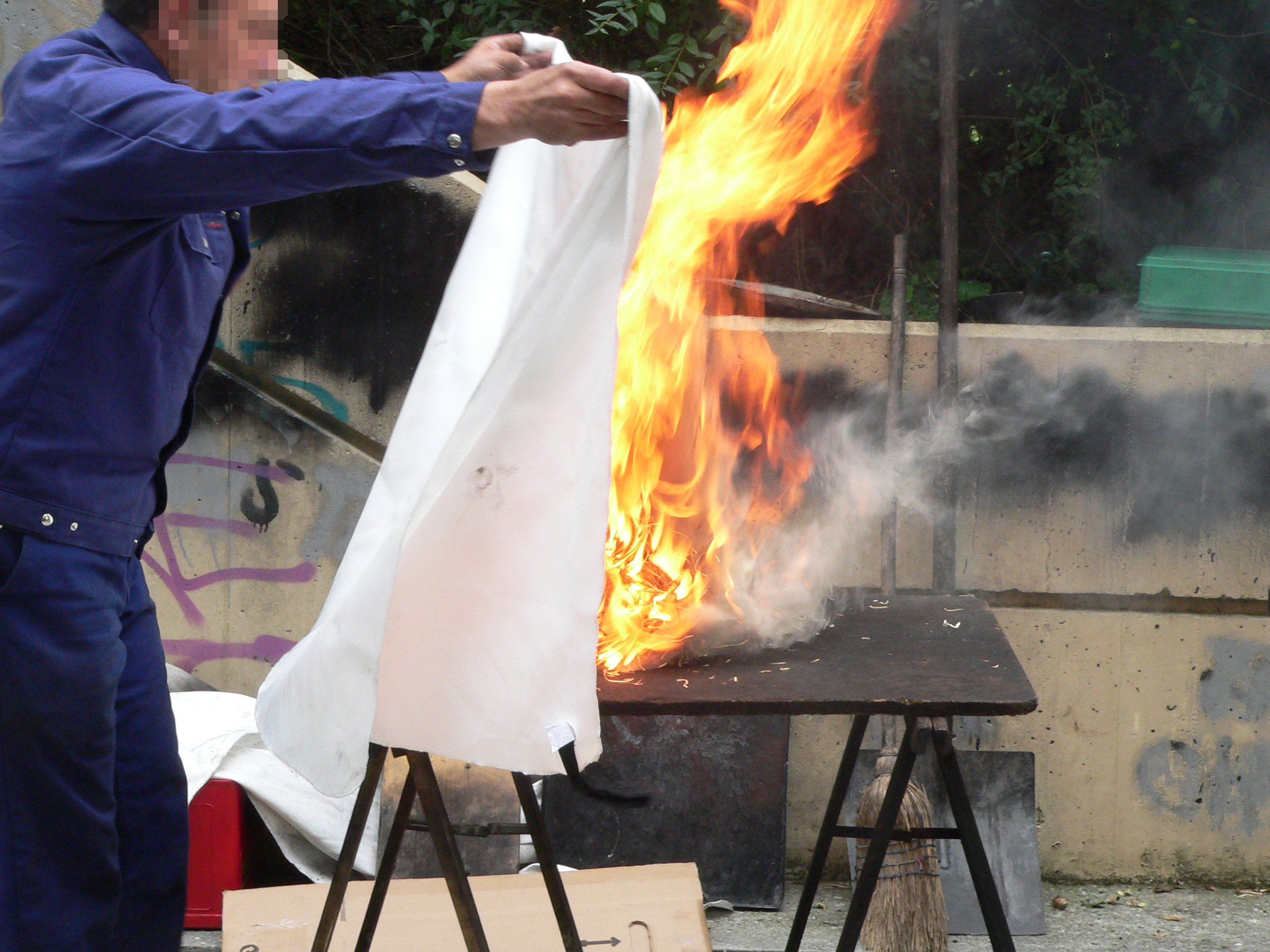
Utilizzo di una coperta antincendio

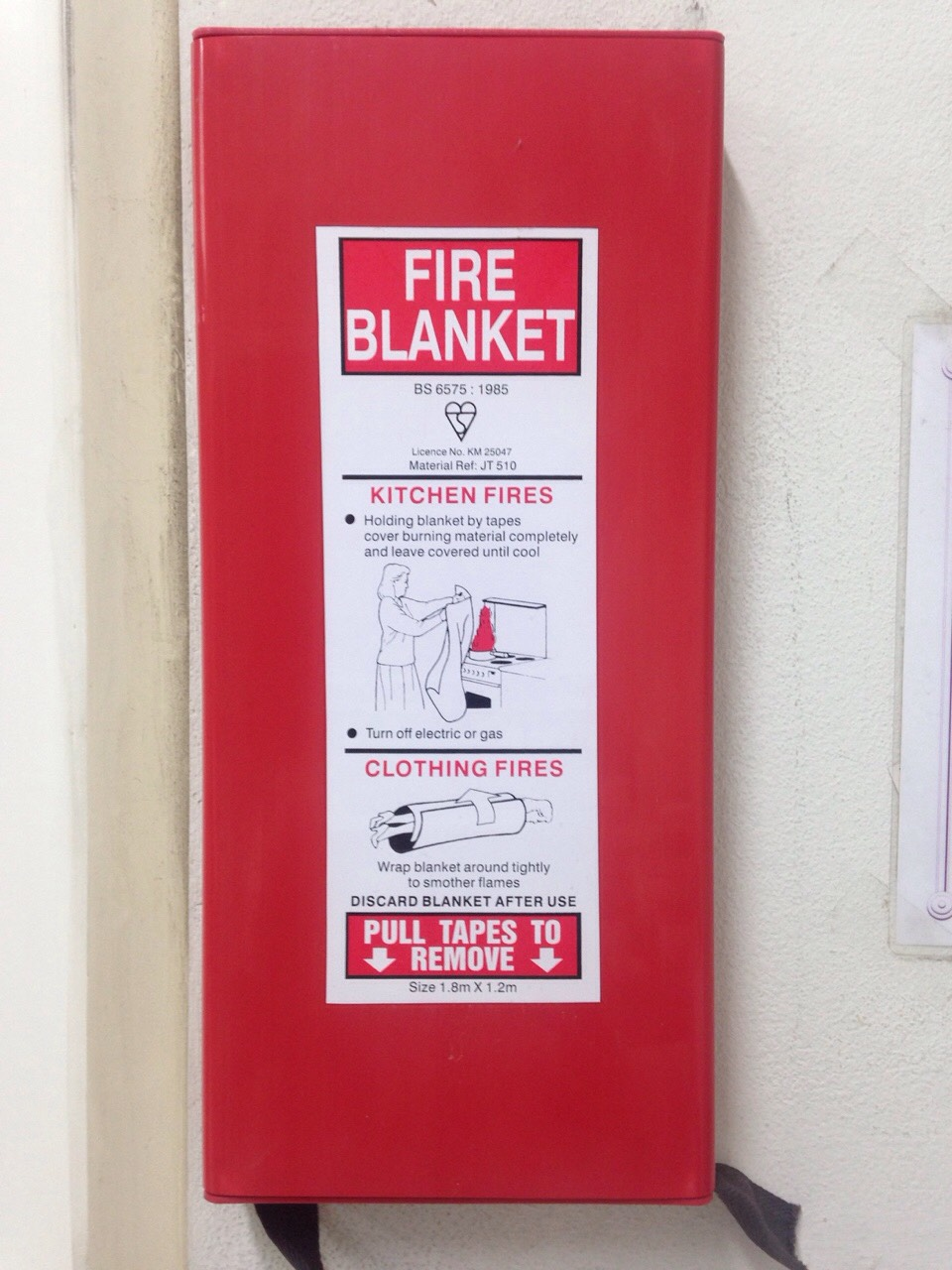
Coperta antifiamma all'interno della sua custodia. Sono visibili le estremità della coperta antincendio che fuoriescono dai due angoli in basso

Una coperta antincendio (o coperta antifiamma) è un dispositivo di sicurezza progettato per estinguere principi di incendio. È costituito da un foglio di materiale ignifugo che viene posto sopra il fuoco per soffocarlo, cioè per ridurre la quantità di ossigeno disponibile per il mantenimento e la propagazione dell'incendio.

## Tipi e funzionamento
Perché un fuoco possa bruciare, devono essere presenti tutti e tre gli elementi del triangolo del fuoco: combustibile, comburente (tipicamente ossigeno) e innesco (ad esempio calore). La coperta antincendio viene utilizzata per interrompere l'apporto di ossigeno al fuoco, eliminando quindi uno di questi tre elementi del triangolo del fuoco.
Per potere adempiere al suo scopo, la coperta antincendio deve essere sigillata strettamente su una superficie solida attorno al fuoco. Le coperte antincendio di solito hanno due estremità visibili dall'esterno della confezione. L'utente deve tirare tali estremità per estrarre la coperta antincendio dalla sua custodia.
Piccole coperte antincendio, ad esempio da utilizzare nelle cucine e in casa, sono solitamente realizzate in fibra di vetro e talvolta in kevlar, e sono piegate all'interno di una custodia a sgancio rapido.
Le coperte antincendio più grandi, da utilizzare in laboratorio e in ambiti industriali, sono spesso realizzate in lana, a volte trattata con una sostanza chimica ritardante di fiamma come l'esafluorozirconato e l'acetato di zirconio. Queste coperte sono solitamente montate in contenitori verticali a rilascio rapido in modo che possano essere facilmente estratte e avvolte attorno a una persona i cui vestiti sono in fiamme o per proteggersi dalle fiamme durante la fuga da un incendio. Sono conservate all'interno di una custodia morbida dotata di tracolla per il trasporto.
I materiali ignifughi utilizzati sono stabili a temperature fino a 1300 °C per le fibre ceramiche Nextel, 1200 °C per le fibre di vetro, 480 °C per il kevlar, e 570 °C per la lana.

## Normativa
Nella Comunità europea le coperte antincendio devono essere conformi alla norma EN 1869 - Fire blankets, recepita in Italia dalla norma UNI EN 1869 - Coperte antincendio.

Simbolo di una coperta antincendio secondo lo standard ISO 7010.

La norma internazionale ISO 7010 definisce un apposito pittogramma di sicurezza per segnalare la posizione di una coperta antincendio.